# On connaît la chanson
Pour plus de détails, voir Fiche technique et Distribution.
On connaît la chanson est un film franco-britannico-suisse réalisé par Alain Resnais, sorti en 1997.

## Synopsis
Odile (Sabine Azéma) et Claude (Pierre Arditi) forment un couple routinier. Claude voit d'un mauvais œil le retour à Paris de Nicolas (Jean-Pierre Bacri), un ancien amant d'Odile. Odile projette, quant à elle, d'acheter un grand appartement dans un quartier plus chic et se désole du manque d’entrain et d’enthousiasme de Claude quant à cette idée.
Elle s'adresse à Marc (Lambert Wilson), agent immobilier dont Camille (Agnès Jaoui), la sœur d'Odile, guide et étudiante en histoire, s'éprend lors d'une visite des lieux. Camille est convoitée sans le savoir par Simon (André Dussollier), un habitué de ses tours guidés et avec qui elle entretiendra une complicité amicale autour de leur passion commune pour l'histoire. Il ne lui révèle pas qu’il travaille comme employé du tyrannique Marc, et pratique sans conviction son métier d'agent immobilier, en faisant notamment visiter à Nicolas une trentaine d'appartements. Nicolas ne parvient pas à se décider, ne sachant pas si les appartements conviendront aux goûts de sa femme, qui doit le rejoindre avec leurs enfants d’ici peu.
Bien que tout semble réussir pour Camille — elle réussit brillamment sa thèse avec les félicitations du jury et elle vit une histoire d’amour avec Marc, qui la couvre de fleurs —, elle tombe en dépression, dans l’incompréhension de ses proches. Nicolas, hypocondriaque, se dispute avec sa femme qui lui reproche ses mensonges permanents et son incapacité à organiser l’arrivée de leur famille à Paris. Claude a quant à lui une maîtresse, ne trouve pas le courage de dire à Odile qu’il veut la quitter et accepte à contrecœur d’acheter le nouvel appartement.
Lors de la fête pour la pendaison de crémaillère, Simon révèle à Nicolas qu’il a connaissance d’un projet de complexe immobilier en face de l’appartement, qui ruinera la vue sur Paris, qui est son principal atout, et dont Marc leur aurait caché l’existence au moment de la vente. Nicolas s’empresse d’en informer Odile, qui se réfugie en pleurs dans les bras de Claude, pourtant venu dans l’intention de lui annoncer leur séparation. Claude et Odile chassent Marc, dont le côté odieux apparaît au grand jour. Camille se console en se rapprochant de Simon.

## Fiche technique
- Titre : On connaît la chanson
- Titre international : Same Old Song
- Réalisation : Alain Resnais
- Scénario : Agnès Jaoui et Jean-Pierre Bacri
- Arrangements et musique originale : Bruno Fontaine
- Chef décorateur : Jacques Saulnier
- Décors : Philippe Turlure
- Costumes : Jackie Budin
- Photo : Renato Berta
- Son : Pierre Lenoir, Jean-Pierre Laforce et Michel Klochendler
- Montage : Hervé de Luze
- Affiche de film : Floc'h
- Production : Bruno Pésery, Richard Hawley (producteur délégué), Michel Seydoux, Ruth Waldburger (coproducteurs)
- Sociétés de production : Arena Films, Caméra One, France 2 Cinéma, Greenpoint Films, Vega Films[1]
  - Soutien à la production : Canal+, Cofimage 9, Sofineurope, Alia Films, TSR, Eurimages, CNC, Procirep, Office fédéral de la culture suisse
- Distribution : AMLF, Pathé et Fox Pathé Europa (France), Alliance Vivafilm (Canada), Pandora Filmproduktion (Allemagne), Merchant Ivory Productions (États-Unis) et Istituto Luce (Italie)
- Budget : 7,9 M€[2]
- Pays d’origine :  France,  Royaume-Uni,  Suisse
- Langue originale : français
- Format : couleur - 1,85:1 - Dolby Digital
- Genre : musical, comédie dramatique, film choral
- Durée : 117 minutes
- Dates de tournage : du 13 janvier au 9 mars 1997
- Date de sortie[3] :
  - France, 12 novembre 1997
- Box-office France : 2 649 299 entrées
- Box-office Europe : 3 312 749 entrées[4]

## Distribution
- André Dussollier : Simon, l'agent immobilier, historien
- Sabine Azéma : Odile Lalande
- Agnès Jaoui : Camille, la sœur cadette d'Odile, guide
- Jean-Pierre Bacri : Nicolas
- Lambert Wilson : Marc Duveyrier, le patron de Simon
- Pierre Arditi : Claude Lalande, le mari d'Odile
- Jane Birkin : Jane, la femme de Nicolas
- Jean-Paul Roussillon : le père d'Odile et de Camille
- Dominique Rozan : le grand-père renversé
- Jean-Chrétien Sibertin-Blanc : le jeune homme renvoyé
- Jean-Pierre Darroussin : le « jeune homme » au chèque
- Jacques Mauclair : le docteur no 1
- Bonnafet Tarbouriech : le docteur no 2
- Nelly Borgeaud : le docteur no 3
- Charlotte Kady : une cliente du restaurant
- Claire Nadeau : l'invitée à la crémaillère, "un cran au dessus"
- Götz Burger (de) : Von Choltitz
- Françoise Bertin : la « guidée » âgée renseignée par Simon
- Geoffroy Thiebaut : le collègue de Marc
- Pierre Meyrand : le patron du café
- Delphine Quentin : la jeune femme embrassée par Claude
- Wilfred Benaïche : le propriétaire du restaurant
- Robert Bouvier : un invité
- Frédérique Cantrel : une invitée
- Jérôme Chappatte : un invité
- Romaine De Nando : une infirmière
- Nathalie Jeannet : une invitée

## Production
À partir du thème des apparences, Resnais s'inspire cette fois de l'auteur anglais Dennis Potter, qui avait l'habitude d'intégrer des chansons complètes dans le corps de ses fictions pour mieux fustiger la société britannique.
Des bribes de chansons interprétées en play-back (procédé déjà esquissé dans La vie est un roman) interviennent, par association libre, dans les chassés-croisés des six personnages principaux.

### Bande-annonce
Dès la bande-annonce, l'humour s'installe, provoqué par le décalage des confidences des acteurs assis près d'une plante verte sur un canapé face caméra où Pierre Arditi raconte que « c'est un beau roman, c'est une belle histoire », Sabine Azéma que « c'est une poupée qui fait non, non, non, non, non », Lambert Wilson qu'« il tape sur des bambous », Agnès Jaoui qu'« elle fout toute sa vie en l'air », André Dussolier qu'« il s'amuse bien, il tombe jamais dans les pièges » et Jean-Pierre Bacri qu'« elle m'a dit d'aller siffler là-haut sur la colline »,,.

### Chansons du film
- Joséphine Baker : J'ai deux amours (Götz Burger)
- Dalida et Alain Delon : Parole parole (Jean-Pierre Bacri et Sabine Azéma)
- Charles Aznavour : Et moi dans mon coin (Pierre Arditi)
- René Koval : C'est dégoûtant mais nécessaire (Sabine Azéma)
- Simone Simon : Afin de plaire à son papa (Sabine Azéma)
- Gaston Ouvrard : Je n'suis pas bien portant (Jean-Pierre Bacri)
- Albert Préjean : Je m'donne (Lambert Wilson)
- Jacques Dutronc : J'aime les filles (Lambert Wilson)
- Michel Sardou : Déjà vu (André Dussollier)
- Gilbert Bécaud : Nathalie (André Dussollier)
- Maurice Chevalier : Dans la vie faut pas s'en faire (Lambert Wilson)
- Arletty et Jean Aquistapace : Et le reste ? (Agnès Jaoui et Lambert Wilson)
- Édith Piaf : J'm'en fous pas mal (Agnès Jaoui)
- Alain Bashung : Vertige de l'amour (André Dussollier)
- Sheila : L'école est finie (Sabine Azéma)
- Serge Lama : Je suis malade (Jean-Pierre Bacri)
- Léo Ferré : Avec le temps (Jean-Pierre Bacri)
- Henry Garat : Avoir un bon copain (André Dussollier)
- Jane Birkin : Quoi (chanté par Jane Birkin dans les pensées de Jean-Pierre Bacri et André Dussollier et plus tard Jane Birkin)
- France Gall : Résiste (Sabine Azéma)
- Henry Garat : Amusez-vous (Lambert Wilson)
- Charles Richard : La tête qu'il faut faire (Lambert Wilson et Sabine Azéma)
- Alain Souchon : Sous les jupes des filles (Sabine Azéma)
- Eddy Mitchell : La Dernière Séance (Jean-Pierre Bacri)
- Sylvie Vartan : La plus belle pour aller danser (Lambert Wilson, Sabine Azéma, Jean-Pierre Bacri, Agnès Jaoui, André Dussollier et Jean-Paul Roussillon)
- Serge Gainsbourg : Je suis venu te dire que je m'en vais (Pierre Arditi)
- Eddy Mitchell : Je vous dérange (André Dussollier)
- Téléphone : Ça (c'est vraiment toi) (Pierre Arditi et autres acteurs)
- Dranem : Quand on perd la tête (Sabine Azéma)
- Johnny Hallyday : Ma gueule (André Dussollier)
- Pierre Perret : Mon p'tit loup (Pierre Arditi)
- Claude François : Le Mal-aimé (Lambert Wilson)
- Michel Jonasz : J'veux pas qu'tu t'en ailles (Jean-Pierre Bacri)
- Julien Clerc : Ce n'est rien (André Dussollier)
- Claude François : Chanson populaire (Pierre Arditi)
- Eddy Mitchell : Le Blues du blanc (Lambert Wilson)

« On passe des années 30 (opérettes, revues, films) à la chanson d'aujourd'hui, de Sardou à Téléphone, de Claude François à Julien Clerc, avec un petit côté gold comme on dit dans les radios (les titres les plus connus). Jean-Pierre Bacri s'explique : “On cherchait de préférence des chansons très connues qui aient des refrains auxquels tout le monde puisse s'identifier, de vraies rengaines”. »

— Hélène Hazera, Libération, 12 novembre 1997

### Fins alternatives

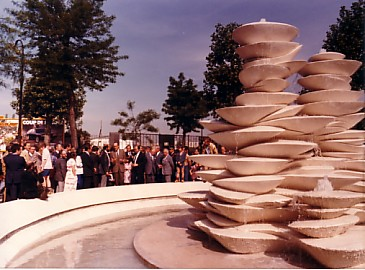
La fontaine des Polypores dans le qui apparaît plusieurs fois dans le film.

Selon François Thomas, auteur de deux livres sur Resnais et d'un documentaire télévisé sur On connaît la chanson, Agnès Jaoui et Jean-Pierre Bacri avaient envisagé deux autres fins possibles, l'une à partir de J'appuie sur la gâchette de Suprême NTM, l'autre avec C’est comme ça des Rita Mitsouko, fins que n'a pas retenues le réalisateur.

### Lieux de tournage
- La fontaine « la pile d'assiettes » (fontaine des Polypores), lieu de la première rencontre de Camille (Agnès Jaoui) et Marc Duveyrier (Lambert Wilson), se situe au 91, rue Balard, dans le 15e arrondissement de Paris. L'œuvre est signée de l'artiste Jean-Yves Lechevallier.
- Le film a été tourné partiellement au parc des Buttes-Chaumont.

## Autour du film
- Agnès Jaoui campe ici le personnage d'une étudiante en histoire, guide à ses heures, préparant une thèse sur « les chevaliers paysans de l'an mil au lac de Paladru ».
- André Dussollier y est, lui, un auteur dramatique de pièces historiques radiophoniques, notamment l'une sur la « Brinvilliers », célèbre empoisonneuse parricide et double fratricide sous Louis XIV, marquise au cœur de l'affaire des poisons.
- À la fin du film, dans le nouvel appartement d'Odile, Sabine Azéma, André Dussollier et d'autres invités sont sur le balcon et admirent la vue. Le dialogue entre eux fait directement référence au roman Zazie dans le métro de l'oulipien Raymond Queneau, ami de Resnais. À la question du père d'Odile : « Ce n'est pas le Panthéon ? », André Dussollier répond : « Non, c'est la Bourse du Travail », allusion à l'une des scènes culte du roman de Raymond Queneau.

## Distinctions

### Récompenses
- Berlinale 1998 :
  - Ours d'argent (meilleure contribution artistique) décerné à Alain Resnais pour On connaît la chanson et l'ensemble de sa carrière
- César 1998 :
  - César du meilleur film
  - César du meilleur scénario original ou adaptation pour Agnès Jaoui et Jean-Pierre Bacri
  - César du meilleur acteur pour André Dussollier
  - César du meilleur acteur dans un second rôle pour Jean-Pierre Bacri
  - César de la meilleure actrice dans un second rôle pour Agnès Jaoui
  - César du meilleur son pour Pierre Lenoir, Jean-Pierre Laforce et Michel Klochendler
  - César du meilleur montage pour Hervé de Luze
- Prix Louis-Delluc 1997 (ex æquo avec Marius et Jeannette )
- Prix Méliès 1997

### Nominations
- César 1998 :
  - César du meilleur réalisateur pour Alain Resnais
  - César de la meilleure actrice pour Sabine Azéma
  - César du meilleur acteur dans un second rôle pour Lambert Wilson
  - César de la meilleure musique écrite pour un film pour Bruno Fontaine
  - César du meilleur décor pour Jacques Saulnier

### Presse
- Entretien avec Resnais sur Libération.fr
- On connaît la chanson sur CinEmotions
- On connaît la chanson par Gérard Lefort sur Libération.fr

### Radio
- « Jean-Pierre Bacri pour la vie. “Épisode 1 : On connaît la chanson ou la mélodie du mal-être” », France Culture, Les chemins de la philosophie par Adèle Van Reeth, le 8 mars 2021